# Indian Wells (Kalifornija)
Indian Wells je grad u američkoj saveznoj državi Kalifornija. Prema popisu stanovništva iz 2010. u njemu je živjelo 4.958 stanovnika.